# Пам'ятник князю Святославу (Запоріжжя)
Пам'ятник князю Святославу — монумент у Запоріжжі Великому князю Київському Святославу Ігоровичу роботи скульптора Вячеслава Кликова. Відкритий у 2005 році поряд з каскадами фонтанів «Веселка» у Вознесенівському парку з ініціативи керівника «Мотор Січ» В'ячеслава Богуслаєва.
Пам'ятник був приурочений до 1040-річчя переможного походу князя проти Хозарського каганату. За задумом автора пам'ятники Святославу були встановлені в один рік в Україні та Росії (поблизу села Холки), при цьому Святослав зображений передаючи меч нащадкам, нібито кажучи їм «Візьміть меч мій …». Композиція пам'ятника була зустрінута критикою членів товариства «Просвіта»; доктори наук Запорізького національного університету Турченко, Чабаненко та Білоусенко охарактеризували його як знущання над почуттями українців. Серед іншого, критикувався жест з піднятим в піхвах мечем, як при здачі в полон. Також, при погляді здалеку створюється враження, що Святослав тримає в руках хрест, хоча Святослав не був прихильником християнства. Знущанням над образом князя назвали пам'ятник місцеві рідновіри.

## Відкриття
Для Вячеслава Кликова фігура князя Святослава була знаковою. Скульптор розглядав можливість поставити пам'ятник князю на Волзі (в районі Калача-на-Дону), недалеко від Білгорода, у Запоріжжі. У лютому 2005 року пам'ятник був запропонований міській владі Запоріжжя як дар скульптора. Незважаючи на наступну критику проєкту, в тому числі звернення до Президента України Віктора Ющенка, віце-прем'єра Миколи Томенка, пам'ятник був відкритий в жовтні 2005 року до дня міста. На відкритті були присутні голова Верховної Ради України Володимир Литвин, міський голова Запоріжжя Євген Карташов, скульптор і автор проєкту Вячеслав Кликов, народний депутат України, голова Українського фонду культури Борис Олійник, народний депутат України, директор інституту археології України Петро Толочко, шість Героїв Радянського Союзу, герой України В'ячеслав Богуслаєв, Герої Росії, представники козацтва і духовенства Росії і України. В'ячеславу Богуслаєву в 2007 році за внесок у зміцнення слов'янської культури та, зокрема, за допомогу в установці пам'ятника Святославу було присуджено премію імені Вячеслава Кликова громадської організації «Петрівська академія наук і мистецтв».
У лютому 2017 року біля пам'ятника був організований мітинг, де вшанували загиблих в зоні АТО. Акція була організована «Національним корпусом» і активістами «Азова» і була приурочена до річниці Шірокинської операції.
Під час повномасштабного російського вторгнення в Україну[уточнити] на головній стелі пам'ятника було замазано напис про авторство народного художника Росії Вячеслава Кликова, проте російськомовні варіанти написів залишилися.

## Опис
Пам'ятник представляє 5-метрову бронзову фігуру князя, що стоїть на гранітному постаменті. У правій руці, піднявши, Святослав тримає меч вістрям вниз. Вигляд князя яскраво ілюструє його рішучість і життя, майже повністю проведене у військових походах. Згідно з літописом князь Святослав був убитий біля дніпровських порогів 972 року.
Поруч з пам'ятником розташовується кам'яна стела з написами російською та українською мовами:
| Князь Святослав — выдающийся полководец Киевской Руси. Освободил государство Киевскую Русь от векового угнетения хазарами. В 971 году заставил Византию заключить мир с Киевской Русью. Погиб у Днепровских порогов | Князь Святослав — видатний полководець Київської Русі. Звільнив державу — Київську Русь від вікового поневолення хазарами. У 971 році примусив Візантію укласти мир з Київською Руссю. Загинув біля Дніпровських порогів |